# 双花华蟹甲
双花华蟹甲（学名：Sinacalia davidii）是菊科华蟹甲属的植物，为中国的特有植物。分布于中国大陆的陕西、云南、四川等地，生长于海拔900米至3,200米的地区，见于路边、悬崖、草坡及林缘。

## 别名
双舌蟹甲草（中国高等植物图鉴）

## 异名
- Cacalia davidii (Franch.) Hand.-Mazz.